# Nemesmogyoród
Koordináták: é. sz. 48,8459°, k. h. 17,9156°48.845900°N 17.915600°E
Nemesmogyoród (szlovákul Zemianske Lieskové) Melcsicmogyoród településrésze, egykor önálló falu Szlovákiában, a Trencséni kerületben, a Trencséni járásban. Vágzsámbokrét tartozik hozzá.

## Fekvése
Trencséntől 12 km-re délnyugatra, a Vág jobb oldalán fekszik. Melcsicmogyoród északi részét alkotja.

## Története
A falu a középkorban a beckói váruradalom nagy kiterjedésű területén keletkezett, eredetileg az uradalom egyik majorja lehetett, s a gróf Cseszneky család, Csák Máté és Stibor vajda birtoka volt.
Szolopnai Menyhért 1470-ben szerezte meg Oroszlánkő várának uradalmát és ezzel alapozta meg a család hatalmát. A falu korábbi birtokosa Verebélyi György volt. 
Nemesmogyoród 1478-ban bukkan fel az írott forrásokban, amikor a Szolopnai család szerez itt birtokot. A család egyike volt Trencsén vármegye legrégibb családainak. 1496-ban a Szolopnai család itteni birtokát a kissztankóci Rozvádi Oszvald szerezte meg. Az oklevélben a falu „Nemeslieszko” alakban szerepel. A 16. század végén az Apponyi, Madocsányi, Perényi, Sugonyi és Raymanus családoké. Az 1596-os adóösszeírásban Lieszkó 6 portával szerepel. A 17. század elején a beckói uradalom része lett. 1751-ben egy részét a Szilvay család szerezte meg. Utolsó birtokosa báró Szálavsky Gyula titkos tanácsos, trencséni ispán volt.
Vályi András szerint "LIESZKO. Nemes Lieszko. Tót falu Trentsén Várm. földes Urai több Urak, lakosai külömbfélék, fekszik az előbbitől nem meszsze, ’s az előbbitől nem meszsze, ’s az Uraságnak épűletével ékesíttetik, földgye jól termő, legelője, fája, szőlő hegye is van."
Fényes Elek szerint "Lieszko (Nemes), tót f., Trencsén vmegyében, a Vágh jobb partján: 48 kath., 256 evang., 15 zsidó lak. Synagoga. Van itt egy savanyuvízforrás is, melly a többi Trencsényitől abban különbözik, hogy benne sok elasticus levegőt, de semmi sót nem találni. F. u. többen. Ut. posta Trencsén."
1880-ban  302 lakosából 271 szlovák, 11 német, 10 magyar anyanyelvű és 10 csecsemő; ebből 160 evangélikus, 130 római katolikus és 12 zsidó vallású volt. 1910-ben 409 lakosából 386 szlovák, 8 német, 6 magyar és 9 egyéb anyanyelvű volt. 1912-ben Vágzsámbokrétet csatolták hozzá. A trianoni békéig Trencsén vármegye Trencséni járásához tartozott.
1975-ben Melcsiccel egyesítették Melcsicmogyoród néven.

## Nevezetességei
- A falu legrégibb kúriája a Szilvay család barokk-klasszicista kastélya, eredeti állapotában van helyreállítva. Szép angolpark övezi.
- A Szilvay család sírboltja a 19. század végén épült.
- A Zsámbokréty-kastély az egykori Kiszsámbokréten áll. A 19. század közepén épült későklasszicista stílusban.
- A Nedeczky és Osztrolukai Osztroluczky családok kúriái.

## Híres emberek
- Itt született 1844-ben Zsámbokréthy Lajos népművelő, evangélikus lelkész.
- Itt született 1898-ban Ján Čietek-Smrek író, költő publicista.
- Itt hunyt el 1936-ban Szalavszky Gyula politikus, 1887-1890 között Nyitra, 1894-1898 között Pozsony, valamint 1892-1899 és 1910-1917 között Trencsén vármegye főispánja.

## Külső hivatkozások
- Nemesmogyoród Szlovákia térképén
- A község a szlovák múzeumok honlapján

## Lásd még
- Melcsicmogyoród
- Melcsic
- Vágzsámbokrét